# Traper

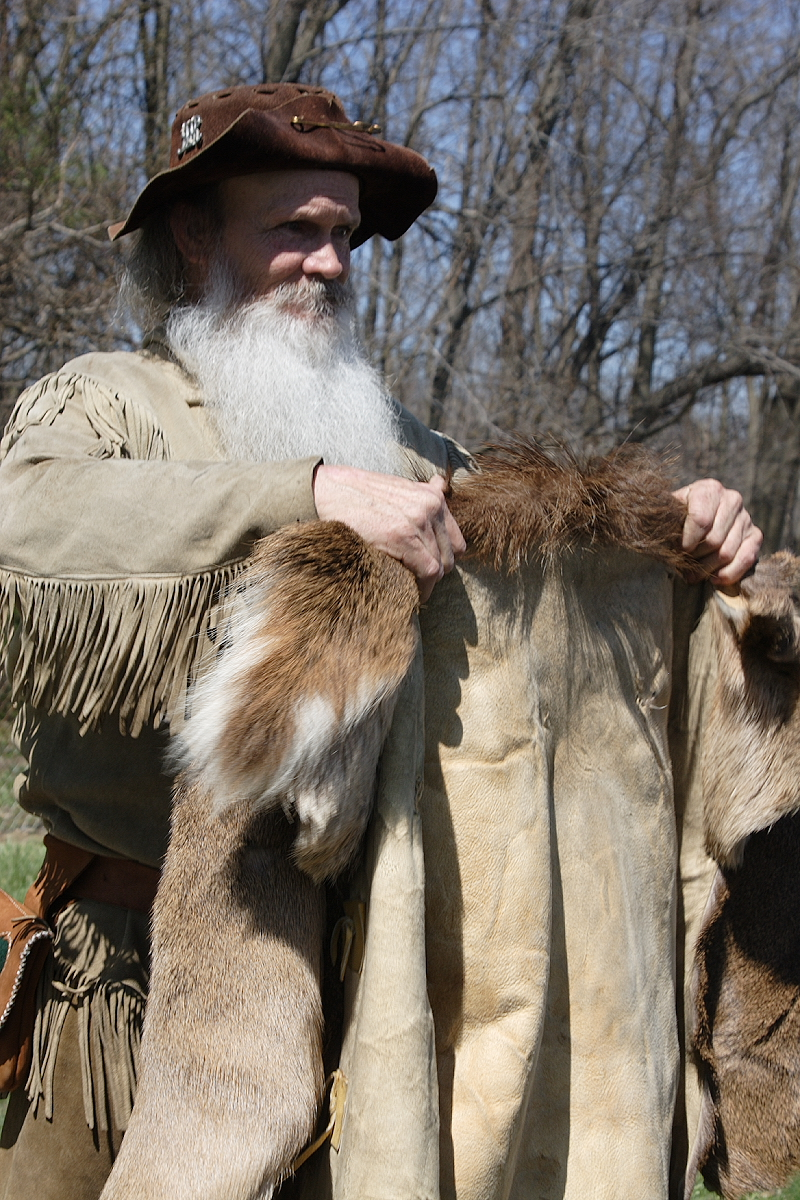
Traper – człowiek gór (rekonstrukcja historyczna, 2006)

Traper (ang. trapper) – myśliwy, który za pomocą pułapek (ang. trap) poluje na zwierzęta futerkowe (lisy, norki, gronostaje itp.). Określenie to dotyczy zazwyczaj myśliwych z Ameryki Północnej (USA, Kanada), chociaż ludzi trudniących się traperstwem spotkać można w innych rejonach świata (np. na Syberii). Francuscy traperzy w Ameryce Północnej nosili miano coureur des bois. Na zachodzie Stanów Zjednoczonych traperów nazywano często ludźmi gór.
Prowadzili trudne, pełne niebezpieczeństw życie. Groził im głód, śmierć z powodu niezagojonych ran lub z rąk nieprzyjaznych im Indian. Gromadzone zimą skórki sprzedawali wiosną w faktoriach handlowych, a zarobione pieniądze wydawali na zabawę i zgromadzenie zapasów na kolejną zimę w dziczy.